# Pułkownik Koenigsfels uczy jazdy konnej ks. Józefa Poniatowskiego
Pułkownik Koenigsfels uczy jazdy konnej ks. Józefa Poniatowskiego – obraz olejny namalowany przez włoskiego malarza Bernarda Bellotta w 1773, znajdujący się w zbiorach Muzeum Narodowego w Warszawie.

## Opis
Obraz przedstawia księcia Józefa Poniatowskiego w mundurze królewskiej gwardii konnej na siwym lipicanie w pozycji pesada. Przed nim, po prawej stronie stoi pułkownik Piotr Königsfels z uniesioną laską w prawej i trikornem w lewej dłoni, dający znak do takiej pozycji. Na bramie w głębi widoczny Ciołek – herb Poniatowskich.